# Jobst I van Holstein-Schauenburg
Jobst I (1483 - 5 juni 1531), zoon van Johan van Holstein-Schauenburg en Cordula van Gemen, dochter van Hendrik IV van Gemen (Heer van Gemen) en Anna van Wevelinghoven (Gravin van Wevelinghoven), was sinds 1527 graaf van Holstein en Schauenburg in Pinneburg.
Jobst is in februari 1506 gehuwd met Maria van Nassau-Siegen, dochter van Johan V van Nassau-Siegen. Uit dit huwelijk zijn twaalf kinderen geboren.
- Otto van Holstein-Schauenburg, op jonge leeftijd overleden
- Hendrik van Holstein-Schauenburg (1509 - 1529)
- Johan V van Holstein-Schauenburg graaf van Holstein-Schauenburg (1512 - Buckeburg, 10 januari 1560). Hij trouwde op 23 mei 1555 te Aurich met Elisabeth van Ostfriesland (Aurich, 10 januari 1531 - Aurich, 6 september 1558).
- Adolf van Holstein-Schauenburg (ca. 1515 - Brühl, 20 september 1556) aartsbisschop van Keulen van 1547 tot 1556
- Anton van Holstein-Schauenburg, aartsbisschop van Keulen van 1557 tot 1558
- Cordula van Holstein-Schauenburg (ca. 1516 - 1542). Zij trouwde (1) op 8 april 1529 met graaf Everwijn II van Bentheim (1461 - 13 december 1530). Hij was een zoon van Bernard van Bentheim (1435 - 28 november 1476) en Anna van Egmond (1440 - 1 september 1462), een dochter van Willem IV van Egmont. Zij trouwde (2) op 19 maart 1536 met Gumprecht II van Nieuwenaar-Alpen.
- Otto IV van Holstein-Schauenburg (ca. 1517 - Buckeburg, 21 december 1576) graaf van Holstein Schauenburg Pinneberg. Hij trouwde (1) op 16 juni 1544 met Maria van Pommeren (2 februari 1527 - 19 februari 1554). Hij trouwde (2) op 5 juni 1558 te Celle met Elisabeth Ursula van Brunswijk-Wolfenbuttel (ca. 1539 - Detmold, 3 september 1586)
- Elisabeth van Holstein-Schauenburg (ca. 1520 - 15 januari 1545). Zij trouwde op 13 februari 1537 met Johann van Sayn-Hachenburg (ca. 1518 - 20 maart 1560) graaf van Sayn Hachenburg.
- Jobst van Holstein-Schauenburg (ca. 1520 - 29 mei 1581), graaf van Holstein Schauenburg in Gehmen. Hij trouwde op 15 december 1561 te Culemborg met Elisabeth van Pallant (ca. 1520 - 4 januari 1606). Zij was een dochter van Erard van Pallant (ca. 1510 - ca. 1540) en Margaretha de Lalaing (ca. 1510 - 31 maart 1593)
- Ernst van Holstein-Schauenburg (ca. 1520 - ca. 1563). Hij trouwde ca. 1559 met Maria van Hohenlohe-Waldenburg (ca. 1530 - 16 september 1565). Zij was een dochter van George van Hohenlohe-Waldenburg (17 januari 1488 - Waldenburg, 16 maart 1551) en Helena van Waldburg (12 oktober 1514 - 3 april 1567)
- Willem II van Holstein-Schauenburg (-1580) proost van Hildesheim
- Erik van Holstein-Schauenburg (- Horneburg, 17 december 1563) kanunnik van St. Gereon te Keulen